# Gubernia Vilna

Gubernia Vilna (cu verde deschis), 1843–1915, suprapusă pe conturul Lituaniei moderne

Gubernia Vilna (verde deschis), 1795–97, din nou pe conturul Lituaniei moderne

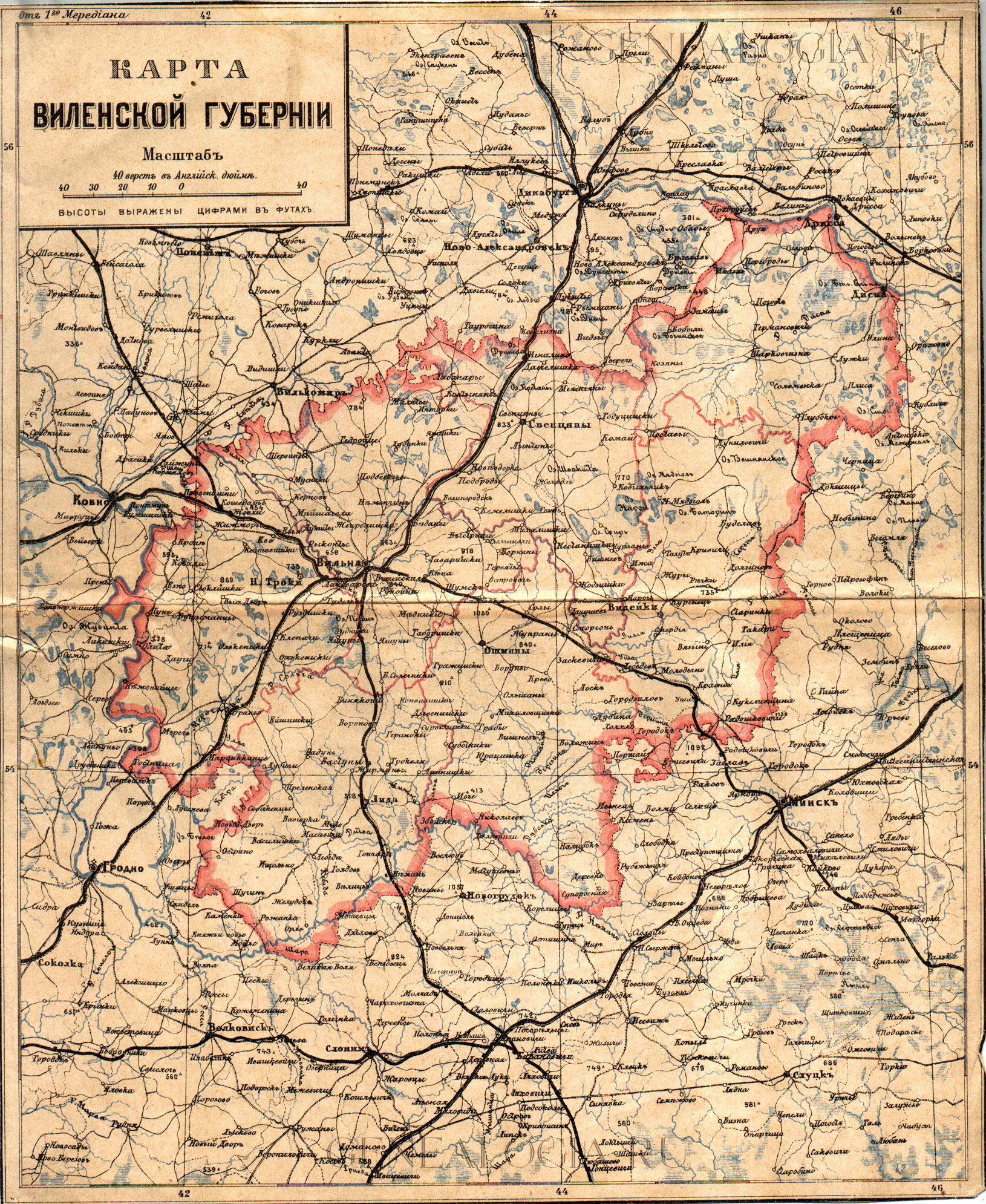
Gubernia Vilna în 1897

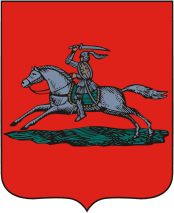
Stema guberniei Vilna folosită din 1845

Gubernia Vilna (în rusă Виленская губерния, transliterat: Vilenskaia guberniia, în lituaniană Vilniaus gubernija) a fost o gubernie a Imperiului Rus, inclusă în kraiul de Nord-Vest. În 1897, gubernia acoperea o suprafață de 41.907,9 km² și avea o populație de 1.591.207 locuitori. Gubernia se învecina cu gubernia Minsk⁠(d) la sud, gubernia Grodno la sud-vest, gubernia Suwałki la vest, guberniile Kovno și Curlanda la nord, și gubernia Vitebsk la est. Capitala era situată în Vilna (Vilnius). Orașul a servit și drept capitală a guberniei generale Vilna, care a existat până în 1912. Zona corespundea aproximativ cu regiunea Vilnius, care mai târziu avea să fie ocupată de Imperiul German, de bolșevici și apoi anexată de Polonia.

## Istorie
Primele gubernii, gubernia Vilnius (formată din unsprezece uezduri) și gubernia Slonim, au fost înființate după a treia divizare a Uniunii Polono-Lituaniene. Doar un an mai târziu, la 12 decembrie 1796, din ordinul țarului Pavel I, acestea au fost comasate într-o singură gubernie, numită Gubernia Lituania, cu capitala la Vilnius. Din ordinul țarului Alexandru I, la 9 septembrie 1801, Gubernia Lituania a fost împărțită în Gubernia Lituania-Vilnius și Gubernia Lituania-Grodno. După 39 de ani, Nicolae I a renunțat la cuvântul „Lituania” din cele două nume.
În 1843 a avut loc o altă reformă administrativă, în care s-a înființat Gubernia Kovno (Kaunas) din cele șapte uezduri vestice ale guberniei Vilna, inclusiv toată Samogiția⁠(d). Gubernia Vilna a primit trei districte suplimentare: Vileika și Dzisna din gubernia Minsk, și Lida din gubernia Grodno. A fost împărțită în uezdurile Vilna, Trakai, Disna, Oșmeanî⁠(d), Lida, Vileika și Sventeanî. Acest aranjament a rămas neschimbat până la Primul Război Mondial. O parte a guberniei Vilna a fost apoi inclusă în districtul Lituania din Ober-Ost, format de Imperiul German care a ocupat teritoriul.
În timpul Războiului Polono-Sovietic, zona a fost anexată de Polonia. Conferința Ambasadorilor și comunitatea internațională (cu excepția Lituaniei) au recunoscut suveranitatea Poloniei asupra regiunii Vilnius în 1923. În 1923 a fost creat voievodatul Wilno, care a existat până în 1939, când Uniunea Sovietică a ocupat Lituania și Polonia, și a returnat Lituaniei cea mai mare parte a teritoriului revendicat pe parcursul perioadei interbelice de aceasta din urmă.

## Demografie
| Limbă      | Populație |
| ---------- | --------- |
| lituaniană | 780.000   |
| idiș       | 180.000   |
| poloneză   | 100.000   |
| rusă       | 80.000    |
| ruteană⁠(d) | 50.000    |
| tătară     | 10.000    |
| Total      | 1.200.000 |

În 1834, gubernia Vilnius avea aproximativ 789.000 de locuitori; până în 1897, populația crescuse la aproximativ 1.591.000 de locuitori. (37 pe km2).

### Recensământul Imperiului Rus
Conform recensământului Imperiului Rus din 15/27 ianuarie 1897, gubernia Vilna avea o populație de 1.591.207 de locuitor, dintre care 790.880 bărbați și 800.327 femei. Majoritatea populației a indicat belarusa ca limbă maternă, urmată de un număr semnificativ de vorbitori de lituaniană și limbi ale comunității evreiești.
| Limbă      | vorbitori nativi | Procent |
| ---------- | ---------------- | ------- |
| rusă albă  | 891.903          | 56.05   |
| lituaniană | 279.720          | 17.58   |
| evreiască  | 202.374          | 12.72   |
| poloneză   | 130.054          | 8.17    |
| rusă mare  | 78.623           | 4,94    |
| germană    | 3.873            | 0,24    |
| tătară     | 1.969            | 0,12    |
| rusă mică  | 919              | 0,06    |
| letonă     | 471              | 0,03    |
| țigănească | 182              | 0,01    |
| Altele     | 1.119            | 0,07    |
| Total      | 1.591.207        | 100.00  |

| Faith                 | Male    | Female  | Both      | Both      |
| Faith                 | Male    | Female  | Număr     | Procentaj |
| --------------------- | ------- | ------- | --------- | --------- |
| Romano-catolici       | 460.627 | 475.222 | 935.849   | 58,81     |
| Ortodocși             | 214.225 | 201.070 | 415.295   | 26,10     |
| Iudaici               | 98.193  | 106.493 | 204.686   | 12,86     |
| Rascolnici            | 12.686  | 12.987  | 25.673    | 1.61      |
| Luterani              | 2172    | 2291    | 4463      | 0,28      |
| Musulmani             | 2572    | 1803    | 4375      | 0,27      |
| Caraiți               | 251     | 325     | 576       | 0,04      |
| Reformați             | 92      | 85      | 177       | 0.01      |
| Armeano-catolici      | 22      | 25      | 47        | 0,00      |
| Armeano-apostolici    | 9       | 3       | 12        | 0,00      |
| Menoniți              | 2       | 0       | 2         | 0,00      |
| Anglicani             | 0       | 2       | 2         | 0,00      |
| Alte culte creștine   | 19      | 16      | 35        | 0,00      |
| Alte culte necreștine | 10      | 4       | 14        | 0,00      |
| Total                 | 790.880 | 800.327 | 1.591.207 | 100,00    |

Între 1944 și 1946, aproximativ 150.000 de oameni, majoritatea, dar nu toți, de origine poloneză, au părăsit zona plecând în Polonia (aproximativ 10% din acest grup ar fi fost lituanieni care sperau să scape de dominația sovietică). Între 1955 și 1959, alți 46.000 de vorbitori de poloneză au părăsit Lituania. Între timp, populația evreiască din zonă, la fel ca în restul Lituaniei, a fost practic exterminată de naziști în timpul celui de al Doilea Război Mondial. Începând cu 2001, etnicii lituanieni au predominat din nou în orașul Vilnius (59%), dar teritoriul fostei gubernii în ansamblu a rămas aproximativ 62% poloneză, procentul rușilor (8,6) și belarușilor (4,4) s-a diminuat.

## Subdiviziuni
Uezdurile guberniei Vilna în 1897 erau șapte, după cum urmează:
| Uezd          | Uezd                 | Capitală și cel mai mare oraș | Capitală și cel mai mare oraș | Stema capitalei | Suprafață    | Populație (recensământ 1897) |
| Transliterare | Alfabet chirilic rus |                               | 1897                          | Stema capitalei | Suprafață    | Populație (recensământ 1897) |
| ------------- | -------------------- | ----------------------------- | ----------------------------- | --------------- | ------------ | ---------------------------- |
| Vileiski      | Вилейскій            | Vileika                       | 3.560                         |                 | 6.363,13 km² | 208,013                      |
| Vilenski      | Виленскій            | Vilna                         | 154.132                       |                 | 6.185,14 km² | 363,313                      |
| Disnenski     | Дисненскій           | Disna                         | 6.756                         |                 | 5.779,3 km²  | 204,923                      |
| Lidski        | Лидскій              | Lida                          | 9.323                         |                 | 5.606,2 km²  | 205,767                      |
| Oșmeanski     | Ошмянскій            | Oșmeanî                       | 7.214                         |                 | 6.885,39 km² | 233,559                      |
| Smorgonski    | Сморгонскій          | Smorgon                       | ---                           |                 | 5.979,2 km²  | 241,565                      |
| Svențeanski   | Свѣнцянскій          | Svențeanî                     | 6.025                         |                 | 5.228,03 km² | 172,231                      |
| Trokski       | Трокскій             | Troki                         | 3.240                         |                 | 5.862,27 km² | 203,401                      |

## Compoziția etnică
Autoritățile ruse făceau periodic recensăminte. Acestea însă raportau numere foarte diferite de la un recensământ la altul:
| An   | Total     | Lituanieni | Lituanieni | Polonezi | Polonezi | Belaruși | Belaruși | Ruși    | Ruși | Evrei   | Evrei | Alții  | Alții |
| ---- | --------- | ---------- | ---------- | -------- | -------- | -------- | -------- | ------- | ---- | ------- | ----- | ------ | ----- |
| 1862 | 838,464   | 418,880    | 50%        | 154,386  | 18%      | 146,431  | 17%      | 14,950  | 2%   | 76,802  | 9%    | 27,035 | 3%    |
| 1865 | 891,715   | 210,273    | 24%        | 154,386  | 17%      | 418,289  | 47%      | 27,845  | 3%   | 76,802  | 9%    | 4,120  | 0%    |
| 1883 | 1,192,000 | 417,200    | 35%        | 281,312  | 24%      | 239,592  | 20%      | N/A     | N/A  | 176,416 | 15%   | 77,480 | 7%    |
| 1897 | 1,561,713 | 274,414    | 18%        | 126,770  | 8%       | 880,940  | 56%      | 75,803  | 5%   | 197,929 | 13%   | 5,857  | 0%    |
| 1909 | 1,550,057 | 231,848    | 15%        | 188,931  | 12%      | 570,351  | 37%      | 408,817 | 26%  | 146,066 | 9%    | 4,094  | 0%    |

## Guvernatori
| Name                       | In office |
| -------------------------- | --------- |
| Iakov Bulgarov             | 1797–1799 |
| Ivan Friesell              | 1799–1801 |
| Dmitri Lanskoi             | 1802–1804 |
| Ivan Rickman               | 1804–1806 |
| Prokopi Bogmevski          | 1806–1808 |
| Nikolai Brusilov           | 1808–1810 |
| Aleksandr Lavinski         | 1811–1816 |
| Friedrich Drutski-Liubețki | 1816–1823 |
| Piotr Gorn                 | 1823–1830 |
| Dmitri Obreskov            | 1830–1832 |
| Grigori Doppelmair         | 1832–1836 |
| Dmitri Bantîș-Kamenski     | 1836–1838 |
| Iuri Dolgorukov            | 1838–1840 |
| Alexei Semionov            | 1840–1844 |
| Nikolai Jerebțov           | 1844–1846 |
| Mihail Beghicev            | 1846–1851 |
| Arkadi Rosset              | 1851–1857 |
| Mihail Pohvisnev           | 1857–1863 |
| Ivan Galler                | 1863–1863 |
| Stepan Paniutin            | 1863–1868 |
| Ivan Șestakov              | 1868–1869 |
| Iegor Steblin-Kamenski     | 1869–1882 |
| Aleksandr Jemciujnikov     | 1882–1885 |
| Nikolai Greveniț           | 1885–1895 |
| Aleksandr Frese            | 1895–1896 |
| Ivan Ceplevski             | 1896–1899 |
| Nikolai Gruzinski          | 1899–1901 |
| Viktor Wahl                | 1901–1902 |
| Konstantin Palen           | 1902–1905 |
| Serghei Tatișcev           | 1905–1906 |
| Dmitri Liubimov            | 1906–1912 |
| Piotr Veriovkin            | 1912–1916 |
| Aleksandr Tolstoi          | 1916–1917 |